# Епархия Тонги
Епархия Тонги (лат. Dioecesis Tongana) — епархия Римско-католической церкви с центром в городе Нукуалофа, Тонга. Епархия Тонги подчиняется непосредственно Святому Престолу. Кафедральным собором епархии Тонги является церковь Непорочного Зачатия Пресвятой Девы Марии.

## История
23 августа 1842 года Папа Римский Григорий XVI издал бреве «Pastoris aeterni», которым учредил апостольский викариат Центральной Океании, выделив его из апостольского викариата Западной Океании (сегодня — епархия Окленда).
В следующие годы апостольский викариат Центральной Океании передал часть своей территории для образования новых церковных структур:
- 23 июля 1847 года — апостольскому викариату Новой Каледонии (сегодня — архиепархия Нумеа);
- 20 августа 1850 года — апостольскому викариату Островов Самоа (сегодня — архиепархия Самоа-Апиа);
- 27 марта 1863 года — апостольской префектуре Островов Фиджи (сегодня — архиепархия Сувы);
- 11 ноября 1935 года — апостольской префектуре Уоллиса и Футуны (сегодня — епархия Уоллиса и Футуны).

13 апреля 1937 года Конгрегация Пропаганды Веры издала декрет «Cum Excellentissimus», которым изменила название апостольского викариата Центральной Океании на апостольский викариат Островов Тонга, который, в свою очередь, 22 марта 1957 года изменил название на апостольский викариат Островов Тонга и Ниуэ.
21 июня 1966 года Папа Римский Павел VI издал буллу «Prophetarum voces», которой преобразовал апостольский викариат Островов Тонга и Ниуэ в епархию Тонги. В то же время Ниуэ попал под церковную юрисдикцию епархии Раротонги.
Епархия Тонги входит в Конференцию католических епископов Тихого океана.
Значимые храмы
- Собор Непорочного Зачатия Пресвятой Девы Марии;
- Базилика Святого Антония Падуанского.

## Ординарии епархии
- епископ Pierre Bataillon, S.M.[1]  (22.11.1842 — 1863);
- епископ Aloys Elloy, S.M. (1872 — 22.11.1878);
- епископ Jean-Amand Lamaze, S.M. (9.05.1879 — 9.09.1906);
- епископ Armand Olier, S.M. (9.09.1906 — 17.09.1911);
- епископ Joseph-Felix Blanc, S.M. (17.02.1912 — 1952);
- епископ Джон Хуберт Роджерс, S.M. (29.06.1953 — 7.04.1972), назначен титулярным епископом Капочиллы;
- епископ Пателисио Пуноу-Ки-Хихифо Финау, S.M. (7.04.1972 — 4.10.1993);
- епископ Соане Лило Фолиаки, S.M. (10.06.1994 — 18.04.2008);
- кардинал Соане Патита Паини Мафи (с 18 апреля 2008 года).

## Статистика
| год  | население | население | население | священники | священники        | священники         | священники                           | постоянные диаконы | монахи  | монахи  | приходы |
| год  | католики  | всего     | %         | всего      | белое духовенство | черное духовенство | число католиков на одного священника | постоянные диаконы | мужчины | женщины | приходы |
| ---- | --------- | --------- | --------- | ---------- | ----------------- | ------------------ | ------------------------------------ | ------------------ | ------- | ------- | ------- |
| 1950 | 6.388     | 32.000    | 20,0      | 12         | 3                 | 9                  | 532                                  |                    | 9       | 38      |         |
| 1970 | 14.488    | 92.800    | 15,6      | 27         | 6                 | 21                 | 536                                  |                    | 24      | 82      | 13      |
| 1980 | 14.936    | 90.072    | 16,6      | 25         | 9                 | 16                 | 597                                  |                    | 32      | 39      | 13      |
| 1990 | 12.637    | 92.365    | 13,7      | 23         | 14                | 9                  | 549                                  |                    | 33      | 51      | 13      |
| 1999 | 15.539    | 97.446    | 15,9      | 19         | 10                | 9                  | 817                                  |                    | 20      | 48      | 13      |
| 2000 | 15.539    | 97.446    | 15,9      | 19         | 10                | 9                  | 817                                  |                    | 25      | 51      | 13      |
| 2001 | 15.339    | 97.446    | 15,7      | 22         | 13                | 9                  | 697                                  |                    | 27      | 43      | 13      |
| 2002 | 15.799    | 97.926    | 16,1      | 23         | 13                | 10                 | 686                                  |                    | 26      | 44      | 11      |
| 2003 | 15.767    | 97.894    | 16,1      | 22         | 14                | 8                  | 716                                  |                    | 28      | 40      | 13      |
| 2004 | 15.767    | 97.894    | 16,1      | 27         | 18                | 9                  | 583                                  |                    | 26      | 47      | 13      |
| 2010 | 13.367    | 103.391   | 12,9      | 38         | 29                | 9                  | 351                                  |                    | 15      | 41      | 14      |
| 2014 | 14.332    | 103.391   | 13,9      | 31         | 19                | 12                 | 462                                  |                    | 20      | 39      | 14      |
| 2017 | 14.691    | 103.398   | 14,2      | 26         | 17                | 9                  | 565                                  |                    | 15      | 47      | 14      |